# Кролики в Австралии
Кролики в Австралии — серьёзные вредители и агрессивный инвазивный вид. Они были привезены в Австралию на кораблях Первого флота (1788 год) и широко распространились после запуска в природную среду в 1859 году. Кролики наносят ущерб сельскохозяйственным культурам на миллионы долларов. В XX веке контролировать популяцию кроликов пытались различными способами. Традиционные методы, заключавшиеся в отстреле и разрушении обиталищ, имели лишь ограниченный успех. В 1907 году в попытке сдержать кроликов на территории западной Австралии был возведён защитный забор. В 1950-х годах среди популяции кроликов был распространён вирус, вызывающий миксоматоз, что привело к серьёзному сокращению поголовья кроликов, однако через некоторое время эффективность этого метода борьбы упала в связи с адаптацией кроликов к вирусу.

## История
Кроликов завезли в Австралию на кораблях Первого флота в 1788 году. Их содержали (возможно, в клетках) для забоя на мясо. В первые десятилетия кролики были немногочисленны, судя по отсутствию их останков в археологических следах трапез первых колонистов. Однако уже в 1827 году в Тасмании в одной из газетных статей отмечалось: «Поголовье обычных кроликов настолько возросло, что по некоторым крупным имениям они бегают уже тысячами. Мы понимаем, что в старой колонии [В Новом Южном Уэльсе] нет кроликов». Это ясно показывает, что взрыв численности местной популяции кроликов произошёл в Тасмании в начале XIX века. В то же время в Новом Южном Уэльсе Каннингем отмечает: «Кролики питаются возле домов, но одичавших мы ещё не видели». Он также отмечает, что песчаная почва, поросшая низким кустарником в области между Сиднеем и Ботаническим заливом, была бы идеальным местом для выращивания кроликов. В пределах заграждений будет намного больше кроличьих садков, чем в клетках. Первое заграждение (по крайней мере, в Сиднее) для выращивания кроликов построил Александр МакКлей в Элизабет-Бей-Хауз: «заповедник или кроличий садок, окружённый крепкой каменной стеной и хорошо снабжённый этой значимой дичью». В 1840-х годах содержание кроликов стало более распространённым: в судебных записях встречаются примеры описаний краж кроликов из обычных домов, кроличье мясо входит в рацион обычных людей.
Масштабное распространение кроликов началось после того, как в октябре 1859 года Том Остин выпустил 24 диких кролика в принадлежавший ему Бэрвон-парк (Barwon Park) близ Уинчесли, Виктория, чтобы на них охотиться. Проживая в Англии, Остин стал заядлым охотником и регулярно посвящал выходные охоте на кроликов. Прибыв в Австралию, где не было природной популяции кроликов, Томас Остин попросил своего племянника Уильяма Остина прислать ему 12 серых кроликов, пять зайцев, 72 куропатки и несколько воробьёв, чтобы создать местную популяцию этих видов в Австралии и предаваться дальше своему хобби. Однако Уильяму не удалось найти столько диких кроликов, и он прикупил домашних. Одна из версий, объясняющих, почему кролики Бэрвон-парка так быстро адаптировались в Австралии, гласит, что произошло скрещивание двух различных видов кроликов, и получившиеся гибридные особи были особенно выносливыми и энергичными. Многие фермеры тоже последовали примеру Остина и выпустили своих кроликов на волю.
Остин заявил: «Выпуск небольшого количества кроликов в дикую природу не нанесёт вреда и поможет обеспечить мясом в дополнение к охоте».
Правда, он не учёл, что кролики чрезвычайно плодовиты, и они очень быстро распространились по южной части округа. В Австралии оказались идеальные условия для взрывного роста популяции кроликов. Обширные равнины, поросшие низкой растительностью, оказались для них идеальным местом обитания, а мягкие зимы позволяли давать потомство круглый год.
Распространение кроликов в Австралии стало классическим примером неожиданных последствий. В течение 10 лет после выпуска кроликов они настолько расплодились, что ежегодное истребление (отстрелом, ядами или ловушками) двух миллионов кроликов не возымело никакого заметного эффекта на кроличью популяцию. Не смогла исправить ситуацию и попытка завезти в Австралию естественных врагов кроликов (таких, как, например, лисицы), так как те вместо кроликов начали уничтожать представителей местной фауны. Распространение кроликов стало самым быстрым распространением млекопитающего вида в известной истории. Сегодня кролики огорожены в южной и центральной областях страны, в северных пустынях также обитают рассеянные популяции.
Хотя кролики и являются вредителями, они, тем не менее, оказались полезными в ходе экономических депрессий 1890-х и 1930-х годов и во время войн. Добыча кроликов фермерами и скотоводами обеспечивала их пищей и дополнительным доходами, а в некоторых случаях помогала фермерам расплатиться с долгами. Кролики употреблялись в пищу служебными собаками, а в варёном виде — и в качестве домашней пищи. Позднее замороженные тушки кроликов стали продаваться на местном уровне и на экспорт. Шкурки кроликов также продаются и до сих пор используются при производстве головных уборов и одежды.

## Воздействие на экологию Австралии
После выпуска на волю в Австралии в XIX веке они оказали опустошительное воздействие на природу Австралии. Предполагается, что кролики стали основной причиной вымирания многих видов австралийских животных, масштаб вымирания по тому времени остаётся неизвестным. Кролики часто губят молодые деревца во фруктовых садах, лесах и имениях, обгрызая на них кору.
Распространение кроликов привело к усилению эрозии: они поедают саженцы, оставляя верхний слой почвы беззащитным и уязвимым для плоскостной эрозии, образования оврагов и выветривания. Исчезновение верхнего слоя почвы опустошает земли, на их восстановление требуются многие сотни лет.

## Контроль численности
К 1887 году ущерб от распространения кроликов вынудил правительство Нового Южного Уэльса предложить значительную премию за «любой успешный метод эффективного истребления кроликов, до этого неизвестный в колонии». Это предложение привлекло внимание Луи Пастера, который выдвинул идею использовать бациллы куриной чумы (сейчас известных как Pasteurella multocida) и, хотя ценность этой меры не была доказана на практике, это ускорило развитие микробиологии в Австралии .
В 1901 году королевская комиссия провела расследование ситуации. После осознания проблемы были использованы различные методы по сокращению популяции кроликов в Австралии. Эти методы имели ограниченный успех до введения методов по биологическому контролю во второй половине XX века.

### Традиционные методы контроля
Отстрел кроликов — один из наиболее распространённых методов контроля численности и может с успехом использоваться, чтобы держать численность популяции под контролем, обеспечивая людей и домашних животных едой, хотя полномасштабное истребление требует различных методов.
Разрушение кроличьих садков рыхлением земли (в ходе этой процедуры кролики погибают или оказываются похороненными заживо после того, как бороны бульдозеров разрушают их норы), распашка земель, взрывы, дезинфекция используются в широких масштабах, особенно на больших фермах (называемых «станциями»). Рыхление и распашка являются действенными методами во многих областях Австралии благодаря песчаной почве, при этом используются тракторы и бульдозеры.
Возможно, наиболее широко распространённым методом является отравление ядохимикатами, поскольку оно требует минимума усилий. Неудобством этого метода является то, что после этого кролики не могут быть употреблены в пищу как людьми, так и домашними животными. Для отравления наиболее часто используются фторацетат натрия («1080») и пиндон.
Другим методом является охота при помощи домашних хорьков, выгоняющих кроликов наружу из норок под выстрелы или в сети. Однако хорьки могут убить только ограниченное число кроликов, поэтому этот способ является скорее охотой, чем серьёзным методом по ограничению контроля.
Исторически периодически используются ловушки. С 1980 года в большинстве штатов были запрещены капканы со стальными челюстями, удерживающие жертв за лапы, — как результат борьбы против жестокого обращения с животными, хотя ловушки с резиновыми челюстями продолжают использоваться. Эти методы используются только в населённых областях и являются трудоёмкими.

### Забор
В 1907 в попытке ограничить популяцию кроликов в западной Австралии между мысом Керодрен и Эсперанс был возведён забор для защиты от кроликов. Европейские кролики могут совершать довольно высокие прыжки и копать норы под забором. Даже если поддерживать сотни миль забора в исправном состоянии и не позволять фермерам и скотоводам оставлять ворота открытыми для прогона скота или движения машин, маловероятно, что забор доказал свою успешность.

### Биологические меры
Распространение в Австралии возбудителей заболеваний кроликов оказалось эффективной мерой контроля их популяции. В 1950 году после исследования, проведённого Фрэнком Феннером, в кроличьей популяции был распространён завезённый из Южной Америки вирус миксомы, что привело к сокращению кроличьей популяции с 600 до 100 млн. Однако у немногих оставшихся в живых кроликов выработалась генетическая сопротивляемость вирусу, благодаря чему к 1991 году численность популяции восстановилась до 200—300 млн.
Джаред Даймонд в книге «Ружья, микробы и сталь: Судьбы человеческих обществ» отмечал:

Было замечено, что миксовирус, изначально эндемик дикого бразильского вида кроликов, несколько раз становился причиной летальной эпизоотии среди европейских домашних кроликов — которые относятся к другому виду. Поэтому в 1950 году вирус целенаправленно перенесли в Австралию в надежде избавиться от недальновидно завезенных сюда в XIX в. европейских кроликов, ставших настоящим бичом местного сельского хозяйства. В первый год миксоматоз дал превосходные (для австралийских фермеров) показатели — 99,8 % смертельных случаев среди зараженных особей. К несчастью фермеров, на следующий год смертность упала до 90 %, а со временем стабилизировалась на 25 %, покончив с планами австралийцев искоренить кроличью напасть. Проблема заключалась в том, что миксовирус эволюционировал и при этом руководствовался собственными интересами, которые отличались не только от кроличьих, но и от наших. В результате его модификации кролики стали реже заражаться, а зараженные — дольше не умирать. Таким образом, эволюционировавший миксовирус научился передавать свое потомство большему числу кроликов, чем это удавалось его сверх меры активному предшественнику.

Для борьбы с этой тенденцией Государственное объединение научных и прикладных исследований начиная с июня 1991 года в течение трёх лет всесторонне испытывало кальцивирус, вызывающий геморрагическую болезнь кроликов. Вирус проник за пределы карантинной зоны на острове Варданг у побережья Южной Австралии, где проходили полевые испытания для определения потенциала по борьбе с дикими кроликами, и к концу октября 1995 года было отмечено его появление у кроликов у Юнты и Гам-Крик в северо-восточной Австралии. К зиме 1996 года вирус распространился по Виктории, в Новом Южном Уэльсе, на Северных территориях и в Западной Австралии. Вирус действовал успешнее лишь в условиях сильной жары, поскольку в более прохладных и влажных районах Австралии появился другой кальцивирус, который способствовал иммунизации кроликов против более опасной формы.
Против геморрагической болезни кроликов в Австралии существует вакцина. Миксоматоз и геморрагическая болезнь кроликов неизлечимы, и многие заражённые домашние звери были умерщвлены. В Европе кролики выращиваются в крупных масштабах, и там они были защищены от кальцивируса генетически изменённой его формой. Вакцина была разработана в Испании.